# Хапров, Иван Васильевич

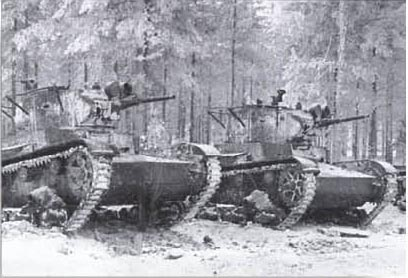
На карельском перешейке. Взвод танков 35-й легкотанковой бригады развернутым фронтом идет в атаку

Иван Васильевич Хапров (08.04.1919, Тбилиси — 17.12.1939, близ Лейпясуо) — башенный стрелок-радист 112-го танкового батальона 35-й лёгкой танковой бригады 7-й армии Северо-Западного фронта, красноармеец. Герой Советского Союза.

## Биография
Родился 8 апреля 1919 года в городе Тбилиси. Окончил 7 классов. Работал на Тбилисском машиностроительном заводе.
В Красной Армии с 1938 года. Участник советско-финской войны с 30 ноября 1939 года, участвовал в 4-х танковых атаках.
Башенный стрелок-радист 112-го танкового батальона 35-й легкотанковой бригады комсомолец красноармеец Иван Хапров отличился в бою 17 декабря 1939 года в районе населённого пункта Лейпясуо на Карельском перешейке.
В бою за высоту 65,5 танк Т-26, башенным стрелком которого являлся И. Т. Хапров, был подбит и подожжён противником, раненые командир машины и механик-водитель выбрались из танка. Сам Харпов, будучи раненым остался в горящем танке и вёл огонь из пулемёта по противнику до последней минуты своей жизни. Сгорел вместе с танком, спасая раненных товарищей.
Указом Президиума Верховного Совета СССР от 21 марта 1940 года «за образцовое выполнение боевых заданий командования на фронте борьбы с финской белогвардейщиной и проявленные при этом отвагу и геройство» красноармейцу Хапрову Ивану Васильевичу посмертно присвоено звание Героя Советского Союза.
Похоронен (перезахоронен) в братской могиле № 1 на 48 километре Средне-Выборгского шоссе урочище Солдатское, посёлок Каменка.

## Награды
- Герой Советского Союза (21 марта 1940, медаль «Золотая Звезда»)[2];
- орден Ленина (21 марта 1940)[2].

## Память
- Именем Героя был назван инструментальный цех машиностроительного завода в Тбилиси.
- Б. К. Иринчеев посвятил свою книгу «Танки в Зимней войне» башенному стрелку Хапрову Ивану Васильевичу, сгоревшему в танке Т-26 17 декабря 1939 года, прикрывая отход товарищей[5].